# ガープス・パワーアップ
『ガープス・パワーアップ』は友野詳によってデザインされたRPG。
2003年に富士見書房からA4判書籍で発売された。『ガープス・ベーシック第3版』に対応したサプリメントである。

## 概要
内容として『ガープス・マジカルシーフ』『ソーサルナイツ・アカデミー』『ミステリアス・キャッツ』『武侠ウォリアーズ』の4つの世界設定を紹介したルールブックとなっている。
それぞれの章は独立しており、世界設定とルールを混ぜてプレイすることは想定されていない。

## ガープス・マジカルシーフ
この世界には魔法が実在し、魔術師の間にひっそりと伝承されてきた。アポロ12号が「月の石」を持ち帰り、「月の石」には大変な魔力が秘められていることが分かった。しかし、ひとりの「魔女」が現れ、すべての「月の石」を奪っていずこかに隠してしまった。その「魔女」がどういう目的を持っていたかは分からなかったが、魔法使いたちはそれぞれに、弟子を使って「月の石」を探し出させようとした。
1980年、魔法使いたちは日本政府に働きかけ、「怪盗法」と呼ばれる法律が成立した。これにより、予告義務などの基準を満たした窃盗犯は、一定の特別免責を受けるようになった。その目的は、「月の石」の争奪戦を行ないやすくすることであった。
かくして、魔法使いの弟子たちは怪盗を名乗って活動し、彼らの活躍はエンターテインメントとして注目を集めるようになった。

### 怪盗ポイント
魔法使いの弟子たちは、怪盗としてチームを組む。このチームには怪盗ポイントという点数が与えられる。怪盗としての仕事を成功させることで怪盗ポイントが上昇し、怪盗チームは世間的な知名度を高めていく。
「作戦技能」という特殊な技能を使用したり、装備を購入するためには、怪盗ポイントを消費する必要がある。

## ソーサルナイツ・アカデミー
「ユニオラ」と呼ばれるファンタジー世界は、虚空門から侵攻してくる「虚獣」という存在との戦いを強いられていた。ユニオラの国々は連合を結成し、魔装具を操り虚獣を倒すことのできる「魔装騎士」を育成することを決めた。
『ソーサルナイツ・アカデミー』では、プレイヤーキャラクターはアカデミーに入学して「魔装騎士候補生」となる。
そして、候補生同士の試合によって実力を高め、正式な「魔装騎士」となることを目指す。

### ミッションポイント
キャラクターはアカデミーでの訓練や、虚獣退治をするたびに功績を評価され、ミッションポイント（MiP）を獲得する。
魔装具を購入するためには、ミッションポイントを消費する必要がある。

## ミステリアス・キャッツ
『ミステリアス・キャッツ』では、プレイヤーキャラクターは猫となる。この世界では、猫は人間と同じくらい賢いが、人間にはそれを秘密にしている。1日のうち12時間を眠って過ごすが、その間に魂飛ばし（幽体離脱）を行うことができる。
この世界では、死んだ生き物は幽霊となる。そして猫だけが、生きているうちから幽霊を見ることができるため、幽霊による怪奇現象が起きた場合には、積極的に解決に乗り出すことにしている。

### 猫の能力値
通常の『ガープス』では、人間の平均的な能力値が10として扱われる。『ミステリアス・キャッツ』では、猫の平均的な能力値が10として扱われる。例えば、平均的な人間の体力は20として、平均的な人間の知力は18として扱われることになる（猫を基準として考えるため）。

## 武侠ウォリアーズ
『武侠ウォリアーズ』では、プレイヤーキャラクターは武侠小説の主人公のような人物となる。それは、「武をもって侠をなす」者であり、「信義に厚く、強きをくじき弱きを助ける」者である。
基本的な舞台は「古代中国のような世界」になるが、GMが武侠を活躍させられる舞台だと考えれば、もっと違う世界を舞台とすることもできる。

### 功夫ポイント
キャラクターは、技能に使用したCPと同数の功夫ポイントを得る。
功夫ポイントは、さらに外功ポイント・内功ポイント・軽功ポイントに分けられる。
〈格闘〉などの技能では、そのCPと同数の外功ポイントを得ることができる。戦闘中に外功ポイントを消費することで、ダメージ追加などの効果を得ることができる。
〈哲学〉などの技能では、そのCPと同数の内功ポイントを得ることができる。戦闘中に内功ポイントを消費することで、ダメージ減少などの効果を得ることができる。
〈軽業〉などの技能では、そのCPと同数の軽功ポイントを得ることができる。戦闘中に軽功ポイントを消費することで、飛翔跳躍などの効果を得ることができる。
功夫ポイントは、戦闘が終了することで最大値まで回復する。

## スーパーライト・ルール
『ガープス・パワーアップ』のルールは200頁までであり、201頁から220頁までにはスーパーライト・ルールが掲載されている。
スーパーライト・ルールを使用することで、『ガープス・ベーシック第3版』なしでも、本書のみでプレイすることが可能となっている。

## 製品一覧
- 『ガープス・パワーアップ』 安田均監修・友野詳著、富士見書房、2003年、253頁。ISBN 4-8291-7545-1